# مريم مفاكي
مريم مفاكي (26 نوفمبر 1946 - 21 يوليو 2015) كانت سياسية تنزانية. شغلت منصب النائب الخاص بمقاعد البرلمان عن دودوما من عام 2000 حتى وفاتها في عام 2015.
بدأت مفاكي حياتها المهنية السياسية كسكرتيرة للحزب الثوري النسائي، ومقرها في مقاطعة كوندوا من عام 1973 إلى عام 1976. ثم تم تعيينها السكرتيرة الإقليمية لمنطقة دودوما من 1976 إلى 1983. في عام 1984 تم نقلها إلى مكتب رئيس وزراء تنزانيا كسكرتيرة جناح، وهو المنصب الذي شغله من 1984 إلى 1998.
توفيت مفاكي في مستشفى دودوما الإقليمي في 21 يوليو 2015 عن عمر يناهز 69 عامًا. تم تشخيص إصابتها بالسرطان في عام 2012. دفنت مفكي في قريتها في منطقة دودوما.